# Masaba-Luyia (J.30) jezici
Masaba-Luyia (J.30) jezici (privatni kod: masb), podskupina centralnih bantu jezika zone J, koja obuhvaća 24 jezika s područja Kenije i Ugande. Pripada joj i ogranak luyia, makrojezik s 14 jezika. Predstavnici su: 
a. Makrojezik Luyia [luy] koji uključuje jezike: bukusu ili lubukusu [bxk], nyala ili istočni nyala [nle], idakho-isukha-tiriki ili luidakho-luisukha-lutirichi [ida], kabras [lkb], khayo [lko], kisa [lks], logooli ili lulogooli [rag], marachi [lri], marama [lrm], nyore ili olunyole [nyd], saamia [lsm], tachoni [lts], tsotso [lto], wanga [lwg].
- Lukabaras [lkb],
- Lutachoni [lts],
- Masaba [myx],
- Nyole [nuj],
- Olukhayo [lko],
- Olumarachi [lri],
- Olumarama [lrm],
- Olushisa [lks],
- Olutsotso [lto],
- Oluwanga [lwg],

## Vanjske poveznice
- Ethnologue (14th)
- Ethnologue (15th)